# Louis-Victor Baillot
Pour les articles homonymes, voir Baillot.
Louis-Victor Baillot, né le 9 avril 1793 à Percey et mort le 3 février 1898 à Carisey, est un soldat des armées napoléoniennes, qui participa aux guerres napoléoniennes ; il est considéré comme le dernier survivant français de la bataille de Waterloo, même si un certain Alfred Le Maire ayant lui aussi participé à la bataille de Waterloo est mort en avril 1898,,,,, tandis que le dernier survivant prussien (August Schmidt) de cette bataille est mort en 1899. 

## État de service
- Fusilier de la 3e compagnie du 3e bataillon du 105e régiment d'infanterie : du 25 novembre 1812 au 13 août 1814.

- Rappelé en qualité de fusilier du 105e en avril 1815.

## Hommages
- Chevalier de la Légion d'honneur (décret du 28 février 1896)[7],[4]
- Médaille de Sainte-Hélène (1857)[4]

- Sa tombe à Carisey, porte la mention « Le dernier de Waterloo - Victor Baillot - Médaillé de Sainte-Hélène - Chevalier de la Légion d'Honneur - Mort à 105 ans »[4].

- Une plaque est apposée sur sa maison à Carisey[8].